# Earth Radiation Budget Satellite

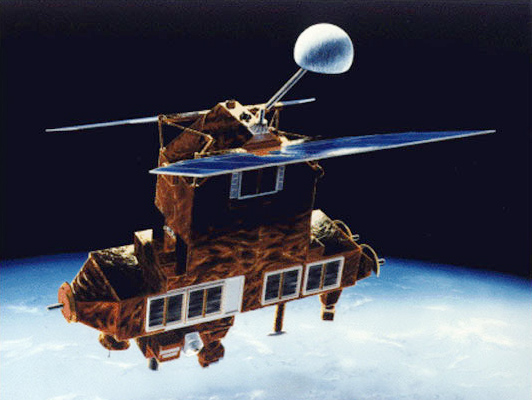
Dessin du satellite ERBS

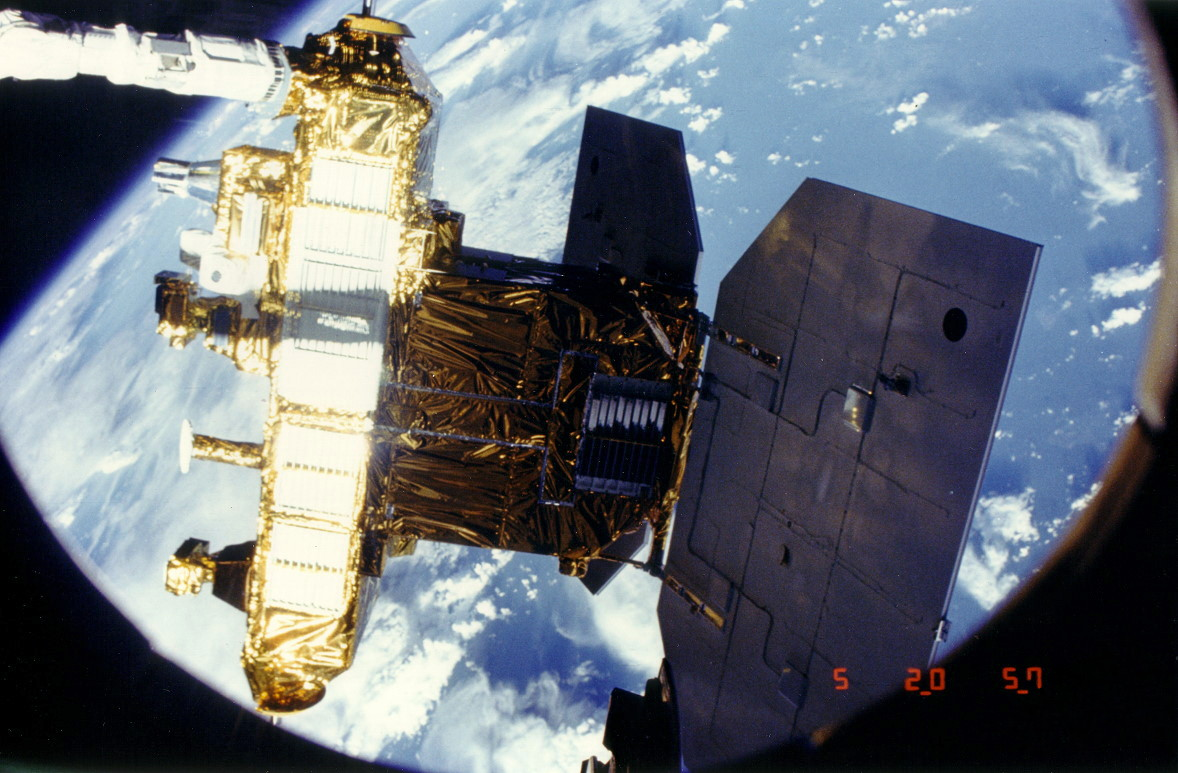
Lancement de ERBS durant la mission STS-41-G

Earth Radiation Budget Satellite ou ERBS est un satellite scientifique de la NASA lancé le 5 octobre 1984, chargé de mesurer le bilan radiatif de la Terre et d'étudier notamment la diminution de l'épaisseur de la couche d'ozone. Le satellite, dont la mission doit durer initialement deux ans, fournit finalement des données sur la couche d'ozone durant plus de deux décennies et reste opérationnel jusqu'au 14 octobre 2005.

## Historique
Dans les années 1970, la NASA a identifié qu'il était important d'améliorer notre compréhension du bilan radiatif de la Terre c'est-à-dire la manière dont l'énergie émise par le Soleil est absorbée puis réémise par la Terre. Ce processus joue en effet un rôle majeur dans le climat de la Terre. Le centre de recherche Langley a développé une nouvelle génération d'instruments pour mesurer ce phénomène baptisé Earth Radiation Budget Experiment (ERBE) qui sera embarqué par la suite sur trois satellites. ERBS, fabriqué sous la supervision du centre spatial Goddard  est le premier des trois satellites.  L'instrument ERBE utilisé pour ces mesures a été embarqué par la suite sur deux autres satellites pour compléter ces mesures : NOAA-9 lancé  en janvier 1985 et NOAA-10  lancé en octobre 1986. Le satellite ERBS a été lancé par la Navette spatiale américaine au cours de la mission STS-41-G et placé sur une orbite circulaire de 610 km avec une inclinaison de 57°. Il s'agissait du premier déploiement d'un satellite depuis la navette spatiale. L'astronaute Sally Ride chargée d'extraire le satellite de la soute de navette et de déployer le satellite à l'aide du Canadarm dut secouer l'engin spatial pour qu'un des panneaux solaires parvienne à se déployer correctement.
L'instrument ERBE à balayage est tombé en panne fin février 1990. Le reste de l'équipement scientifique a fonctionné jusqu'à ce que la NASA décide d'arrêter la mission le 14 octobre 2005.
Il effectue une rentrée atmosphérique le 8 janvier 2023 dans la mer de Bering près des Îles Aléoutiennes,.

## Caractéristiques du satellite
ERBS est un satellite scientifique d'une masse de 2 307 kg stabilisé 3 axes équipé de panneaux solaires fournissant 470 watts. Il mesure 4,6 m × 3,5 m × 1,5 m. Il dispose d'une propulsion utilisant de l'hydrazine pour se placer sur son orbite de travail après avoir été largué par la navette spatiale. Il embarque deux instruments scientifiques, ERBE et SAGE II.
ERBE (Earth Radiation Budget Experiment) mesure le bilan radiatif de la Terre. Cet instrument a été embarqué par la suite sur deux autres satellites. Il  est composé de deux sous-ensembles. La partie ERBE fixe comprend 5 capteurs de type radiomètre ; l'un mesure l'activité du Soleil à des fins de calibrage tandis que les quatre autres sont pointés au nadir vers la Terre ; ils mesurent l'énergie émise en onde courte (0,2 - 5,0 micromètres) et l'énergie totale émise ( 0,2 - 50 micromètres) par une zone d'un diamètre d'environ 1 000 km (medium FOV ou MFOV) et par l'ensemble de la planète (wide FOV ou WFOV). La partie ERBE à balayage comprend trois radiomètres bolomètres qui mesurent l'énergie émise en onde courte (0,2 - 5,0 micromètres), en onde longue (5-200) et l'énergie totale émise (0,2 - 200 micromètres). Le rayonnement est capturé par un télescope Cassegrain animé d'un mouvement perpendiculaire à la progression du satellite et qui observe une zone 3º × 4.5º d'un horizon à l'autre. D'une masse de 61 kg ERBE consomme en moyenne 51 watts et génère un flux de données scientifiques représentant 1,12 kilobit par seconde.
SAGE II (Stratospheric Aerosol and Gas Experiment II)  est un photomètre à 7 canaux utilisant un télescope avec une monture de type Cassegrain et 7 photodiodes silicium comme détecteurs. Le champ optique de l'instrument est de 0,5 × 2,5 arcs-minutes ce qui fournit une résolution de 0,5 km au niveau du limbe de la Terre. Les longueurs d'onde étudiées sont centrées sur 1020, 940, 600, 525, 453, 448 et 385 nanomètres. L'instrument est monté sur cardan pour permettre des mesures sous n'importe quel azimut. L'instrument est pointé sur le limbe de la Terre à chaque lever et coucher de Soleil une fois par orbite et de manière complètement automatique : il mesure la manière dont le rayonnement solaire est atténué par la traversée de l'atmosphère de la Terre. L'instrument pèse 29,5 kg, consomme en moyenne 18 watts et génère un flux de données de 6,3 kilobits par seconde. SAGE II a été précédé par l'instrument SAM II (Stratospheric Aerosol Measurement II) lancé à bord du satellite Nimbus-7, qui a mesuré le rôle des aérosols dans les régions polaires sur la longueur d'onde d'un micromètre entre 1978 et 1993 et SAGE I embarqué sur le satellite AEM-B qui a étudié de manière globale l'atténuation provoquée par les aérosols, l'ozone et le dioxyde d'azote de 1979 à 1981. La collecte de données effectuée par Sage II est désormais prise en charge par l'instrument SAGE III embarqué sur le satellite Meteor-3M lancé le 10 décembre 2001.

## Résultats scientifiques
Les données fournies par l'instrument SAGE II complétées par celles de SAM II et SAGE I ont permis d'évaluer les évolutions sur le long terme des proportions d'aérosols atmosphériques, de l'ozone, de la vapeur d'eau et du dioxyde d'azote ainsi que d'identifier les réponses aux événements ponctuels tels que les éruptions volcaniques. Les principaux résultats sont l'étude de l'impact de l'éruption du Mont Pinatubo en 1991, l'identification de la diminution globale de l'épaisseur de la couche d'ozone dans la basse stratosphère au cours des années 1980 et la vérification quantitative de la rétroaction positive de la vapeur d'eau prévue par les modèles climatiques. Les mesures du satellite ont été utilisées pour évaluer l'influence des activités humaines telles que l'utilisation  de l'énergie fossile (pétrole, gaz, charbon) et l'emploi des  CFC sur le bilan radiatif. Les données fournies par ERBS ont joué un rôle clé dans la décision de la communauté internationale de bannir le CFC destructeur de la couche d'ozone ; cette décision s'est concrétisée par le Protocole de Montréal.